# Пшедборова
Пшедборова (пол. Przedborowa) — село в Польщі, у гміні Стошовиці Зомбковицького повіту Нижньосілезького воєводства.
Населення — 827 осіб (2011).
У 1975-1998 роках село належало до Валбжиського воєводства.

## Демографія
Демографічна структура станом на 31 березня 2011 року:
|          | Загалом | Допрацездатний вік | Працездатний вік | Постпрацездатний вік |
| -------- | ------- | ------------------ | ---------------- | -------------------- |
| Чоловіки | 416     | 85                 | 298              | 33                   |
| Жінки    | 411     | 81                 | 264              | 66                   |
| Разом    | 827     | 166                | 562              | 99                   |